# Medvěd kodiak
Medvěd kodiak, medvěd hnědý kodiak, nebo jednoduše kodiak (Ursus arctos middendorffi), je patrně největší poddruh medvěda hnědého rozšířený na ostrově Kodiak a dalších přilehlých ostrovech stejnojmenného souostroví u jižního pobřeží Aljašky, ale i jedna z největších suchozemských šelem planety.
Fyziologicky i fyzicky je medvěd kodiak velmi podobný ostatním poddruhům medvěda hnědého, jako je medvěd grizzly (Ursus arctos horribilis), medvěd kamčatský (Ursus arctos beringianus) a vyhynulý medvěd kalifornský (Ursus arctos californicus), přičemž hlavním rozdílem je velikost, neboť medvěd kodiak roste v průměru do největších rozměrů. Navzdory rozdílům v parametrech se medvěd kodiak způsobem života a preferovanou potravou příliš neliší od ostatních medvědů hnědých, ale na rozdíl od nich se vyskytuje v oblastech, kde je potrava po celý rok snadno dostupná a hojná.
Medvěd kodiak je všežravec, přičemž hlavní složkou potravy jsou lososi. Období páření probíhá v průběhu května až června. V lednu nebo únoru příštího roku samice porodí obvykle jedno nebo tři mláďata. Novorozeňata váží okolo 450 g. Samice je kojí několik měsíců a z doupěte mláďata vylézají v průběhu května až června. Většina mláďat zůstává s matkou po dobu tří až čtyř let. Asi polovina mláďat se nedožije dospělosti, přičemž jedním z hlavních důvodů je Infanticida.
Mezinárodní svaz ochrany přírody (IUCN) považuje medvěda hnědého, pod něhož spadá poddruh kodiak, jako druh za málo dotčený, ale konkrétnější (ohledně jednotlivých poddruhů) není. Aljašské ministerstvo pro ryby a zvěř (Alaska Department of Fish and Game) spolu se Správou Spojených států pro ryby, planě rostoucí rostliny a volně žijící živočichy (U.S. Fish and Wildlife Service) však rámcově sleduje velikost a životaschopnost populace na souostroví Kodiak, jakož i dodržování stanovených kvót v případě lovu.

## Taxonomie a nomenklatura
O medvědovi kodiakovi coby odlišném zástupci se prvně zmínil americký zoolog Clinton Hart Merriam na konci 19. století a pojmenoval ho jako Ursus middendorffi na počest známého ruského přírodovědce Alexandra von Middendorffa. V následujících letech však došlo k sloučení všech severoamerických medvědů včetně kodiaka a spadají nyní společně pod jediný druh – medvěda hnědého (Ursus arctos). Medvěd kodiak je tedy považován za jeden z poddruhů medvěda hnědého (coby medvěd hnědý kodiak – Ursus arctos middendorffi).
Kodiaci jsou někdy nazýváni „grizzly“, kvůli fyzické podobnosti s medvědy grizzly (Ursus arctos horribilis), nebo je někteří odborníci považují za populaci medvědů grizzly. Areály těchto dvou poddruhů se však nepřekrývají.

## Výskyt a populace

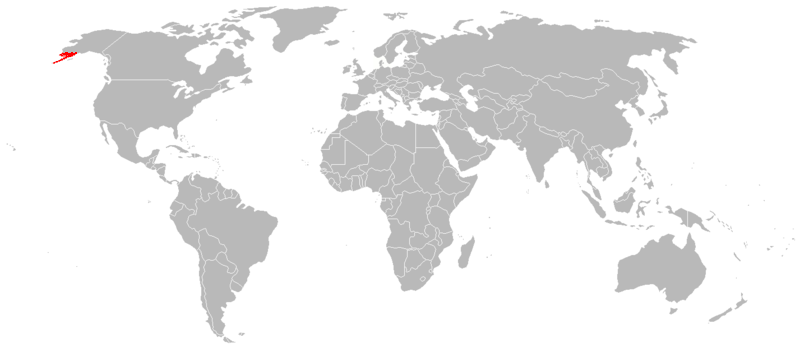
Oblast výskytu medvěda kodiaka (červeně, zcela vlevo)

Medvěd kodiak žije na stejnojmenném severoamerickém souostroví Kodiak v Aljašském zálivu (viz Kodiak, Afognak, Shuyak, Raspberry, Uganik, Sitkalidak a další přilehlé ostrovy). Populace těchto medvědů není ohrožena a pravděpodobně roste, těší se relativně nedotčeným biotopům. V roce 1998 činil odhad 1 800–2 600 jedinců, v letech 2005/2006 cca 3 500 jedinců (z toho 2 800 až 3 000 dospělých), což zhruba odpovídá hustotě populace okolo 270 medvědů na 1 000 km² v rámci samotného ostrova Kodiak a cca 140 medvědů na 1 000 km² ve zbylých oblastech. Přibližně 65 % jedinců (2 300) obývá území Národní přírodní rezervace Kodiak (Kodiak National Wildlife Refuge). Ve většině lokalitách je povolen odstřel medvědů a každoročně bývá zabito zhruba 180 jedinců, především samců (z více než 70 %). Lov je nicméně regulován a pravděpodobně pod kontrolou (více zde).

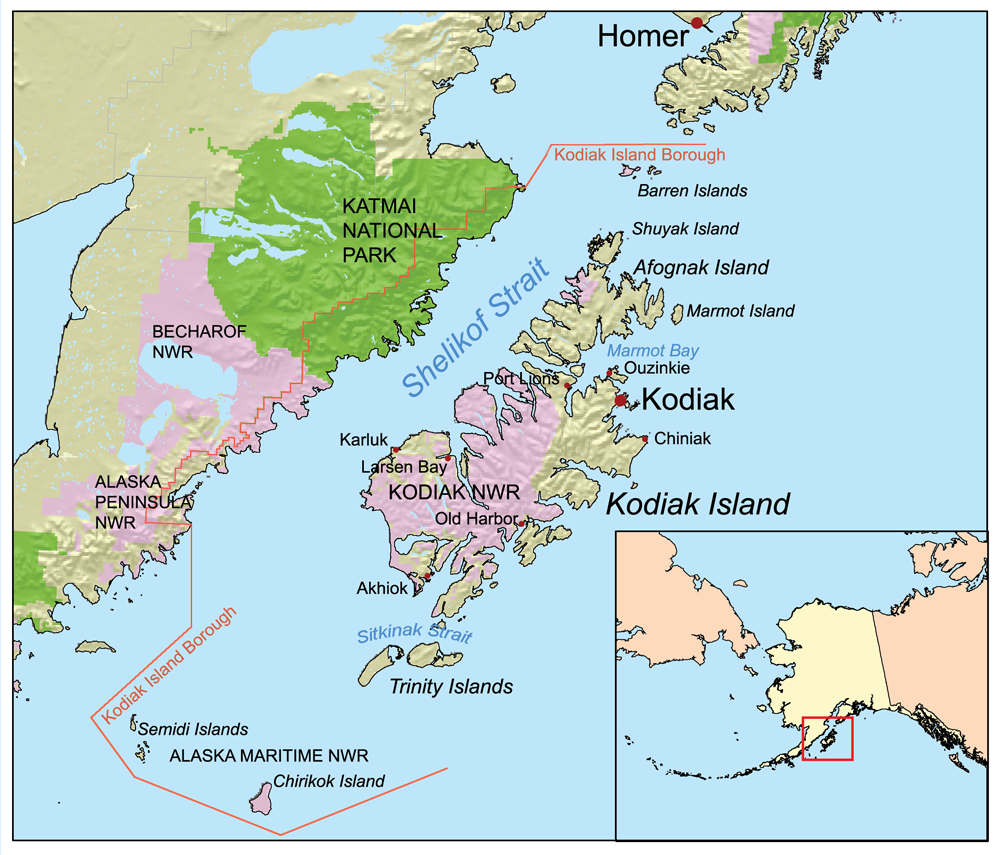
Mapa souostroví Kodiak

Na souostroví Kodiak, jehož členité a rozmanité prostředí zahrnuje pobřežní roviny i vysokohorskou tundru, panuje subpolární oceánské klima často doprovázené nízkými teplotami, zataženou oblohou, mlhou, silnějším větrem a mírnými až silnými srážkami po většinu roku. Husté lesy, odlehlá horská úbočí, úrodné louky a toky plné táhnoucích se lososů poskytují medvědům dostatek úkrytů, velký prostor a spoustu potravy.
Na souostroví Kodiak, které je cca 300 km dlouhé a 100 km široké, žije asi 12 787 lidí (k roku 2021), především ve městě Kodiak a jeho okolí a v několika dalších nedalekých vesnicích. Silnice a další lidská infrastruktura jsou obecně omezeny na ostrov Afognak a severovýchodní část ostrova Kodiak. Asi polovina oblastí v rámci celého souostroví spadá do Národní přírodní rezervace Kodiak.

## Popis

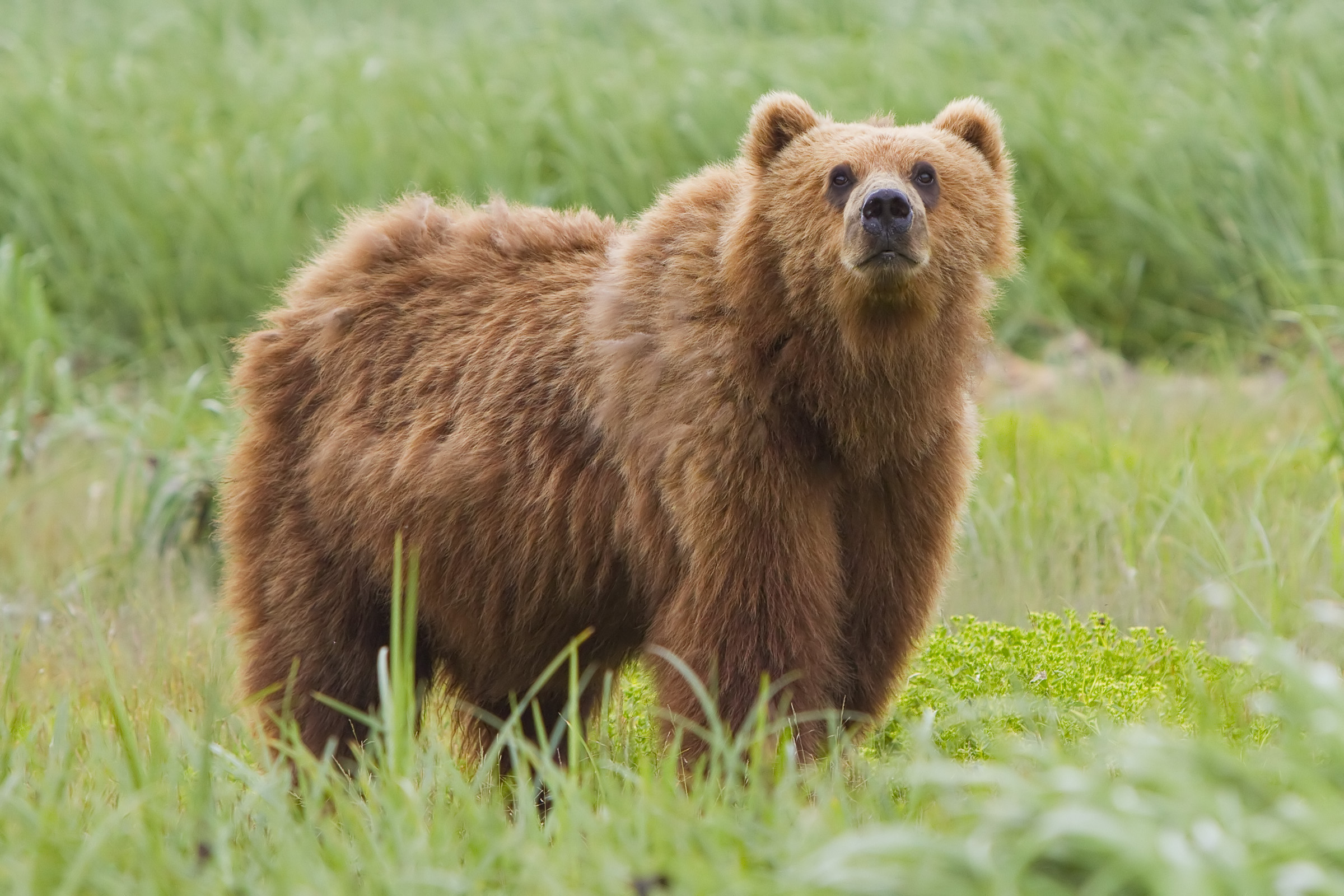
Medvěd kodiak

I když jsou mezi medvědy hnědými značné rozdíly ve velikosti, většina z nich váží mezi 115 a 360 kg. Oproti tomu medvěd kodiak odpovídá takzvanému ostrovnímu gigantismu, neboť běžně dosahuje hmotnosti 300 až (či přes) 600 kg; samice váží obvykle 136 až 318 kg (nebo 160 až 340 kg / 225 až 315 kg), samci 272 až 635 kg (či 340 až 680 kg / 480 až 535 kg). Rekordní divoký samec ulovený v roce 1894 vážil 750 kg a zadní tlapu měl dlouhou 46 cm. Na základě těchto hodnot je považován za jednu z největších či nejmohutnějších žijících suchozemských šelem na Zemi společně s medvědem ledním a případně ještě některými pobřežními poddruhy medvěda hnědého z Aljašky a Ruska. Nejvyšší hmotnosti dosahují na konci léta a během podzimu a nejnižší na jaře, kdy hladoví vylézají ze svých úkrytů. Stejně jako u jiných živočichů mohou v zajetí chovaní medvědi vážit podstatně více než divoce žijící jedinci, neboť jsou na rozdíl od nich pravidelně krmeni a mají omezený pohyb. Jeden takový medvědí samec dosáhl na sklonku svého života hmotnosti až 1 090 kg. Dospělý medvěd dosahuje délky 200 až 270 cm a v kohoutku měří až 150 cm. Pokud se postaví na zadní nohy, může dosáhnout výšky přes tři metry. Samice jsou o cca 20 % menší a o cca 30 % lehčí než samci.

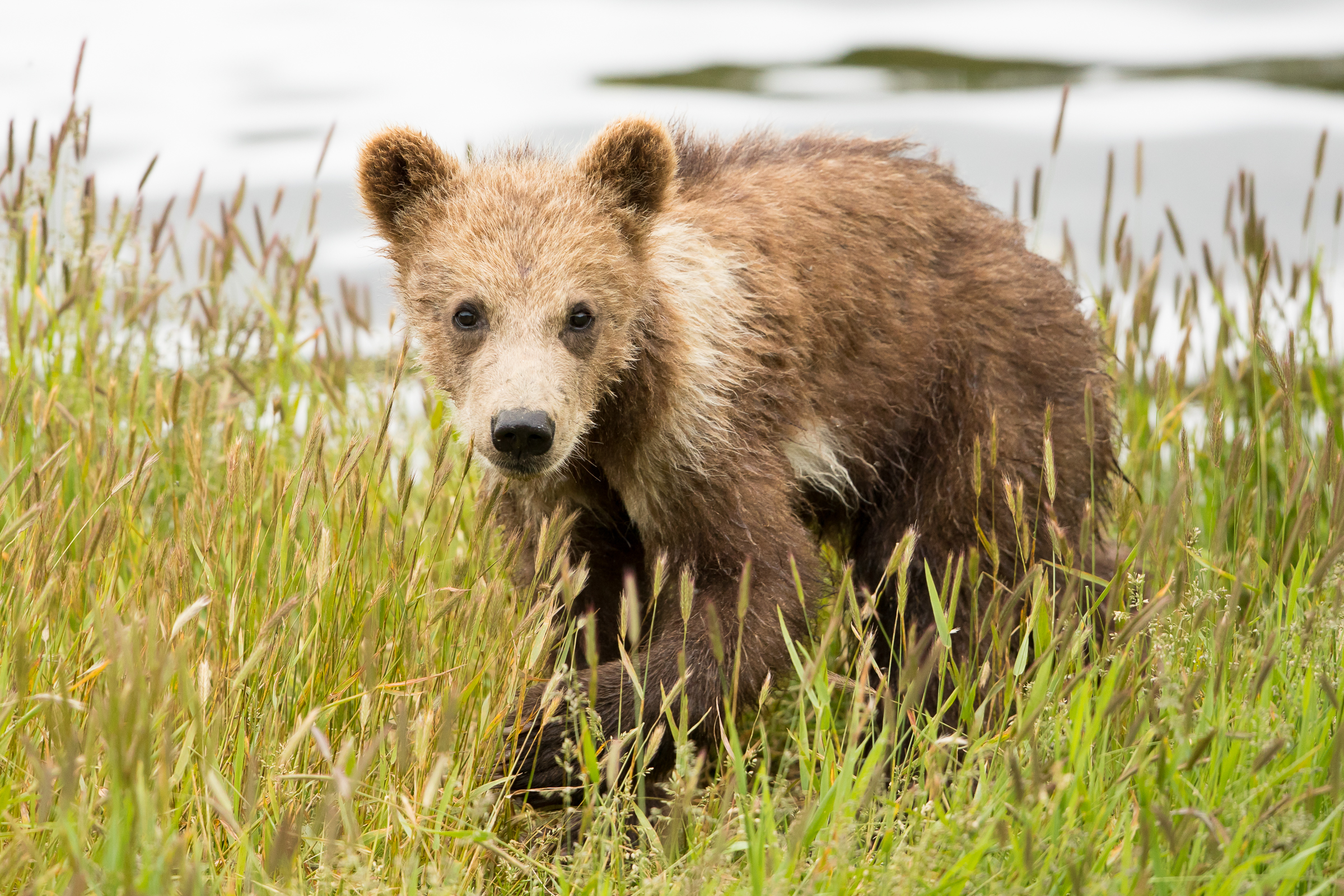
Mládě s typickým světlým límcem

Srst kodiaků může být světle hnědá až oranžová či zlatá, ale i tmavě hnědá (v závislosti na lokalitě a ročním období). Medvíďatům během prvních dvou let života zůstává kolem krku bílý límeček. Podobně zbarveni jsou i medvědi grizzly. Na konci léta vypadá srst kodiaků poněkud uhlazeněji, protože jim znovu dorůstají vnější chlupy. Nejhustší srst mají na podzim, těsně před tím, než ulehnou k zimnímu spánku. Stejně jako jiné poddruhy medvědů hnědých má i kodiak charakteristický svalovitý hrb na plecích, který zvyšuje jeho výkonnost (sílu) při vyhrabávání podzemních částí rostlin, obracení kmenů nebo při stavbě doupat. A podobně jako jiní medvědi má výborný čich, dobrý zrak a ne moc dobrý sluch (medvěd se proto snadno vyleká, pokud příchozího, například člověka, zaslechne až na poslední chvíli).

## Chování
Medvědi kodiakové jsou většinou samotáři, menší skupiny tvoří hlavně samice s mláďaty. S výjimkou období páření se shromažďují snad jen u bohatší nabídky potravy (např. u skládky odpadků nebo řeky plné ryb) a vytvářejí sociální hierarchii podle věku a velikosti. Dominantní jsou především velcí samci, ale na rozdíl od grizzlyů  – kteří potravu častěji získávají lovem, žijí v oblastech s nižší koncentrací potravy o kterou tak soupeří s ostatními predátory a jejichž populace je více rozptýlená (méně častěji se medvědi dostávají do kontaktu) – kodiakové nejsou tak agresivní, naučili se sdílet svá teritoria a mají vyvinutější sociální dovednosti, v důsledku čeho jsou tolerantnější i k lidem.
Medvěd kodiak je přirozeně aktivní během dne, ale čelí-li konkurentovi nebo potenciálnímu nebezpečí, kterému se chce raději vyhnout, aktivní je spíše v noci. Toto chování je zvláště patrné u medvědů, kteří žijí poblíž měst a jiné lidské infrastruktury. Většinu času tráví hledáním a konzumací potravy. Medvědi kodiakové sice nebrání svá teritoria, ale rádi se zdržují v určitých oblastech, pokud jim nabízí vše potřebné (dostatek potravy, prostoru, klidu apod.) Vzhledem k bohaté nabídce potravy na souostroví Kodiak mají zdejší medvědi jedny z nejmenších domovských okrsků ze všech populací medvědů hnědých a okrsky jednotlivých medvědů se do značné míry překrývají. Koncem října se začínají medvědi přemisťovat do svých brlohů. Jako první se do brlohů obvykle vydávají březí samice a zůstávají v něm nejdéle. Samci začínají vylézat z brlohů počátkem dubna, samice s novými mláďaty mohou v brlozích zůstat až do konce června. Medvědi žijící v nejchladnějších oblastech souostroví Kodiak svůj pobyt v úkrytech prodlužují. Někteří jedinci si však úkryt nezajišťují a zůstávají relativně aktivní po celou zimu.

### Hlasové projevy

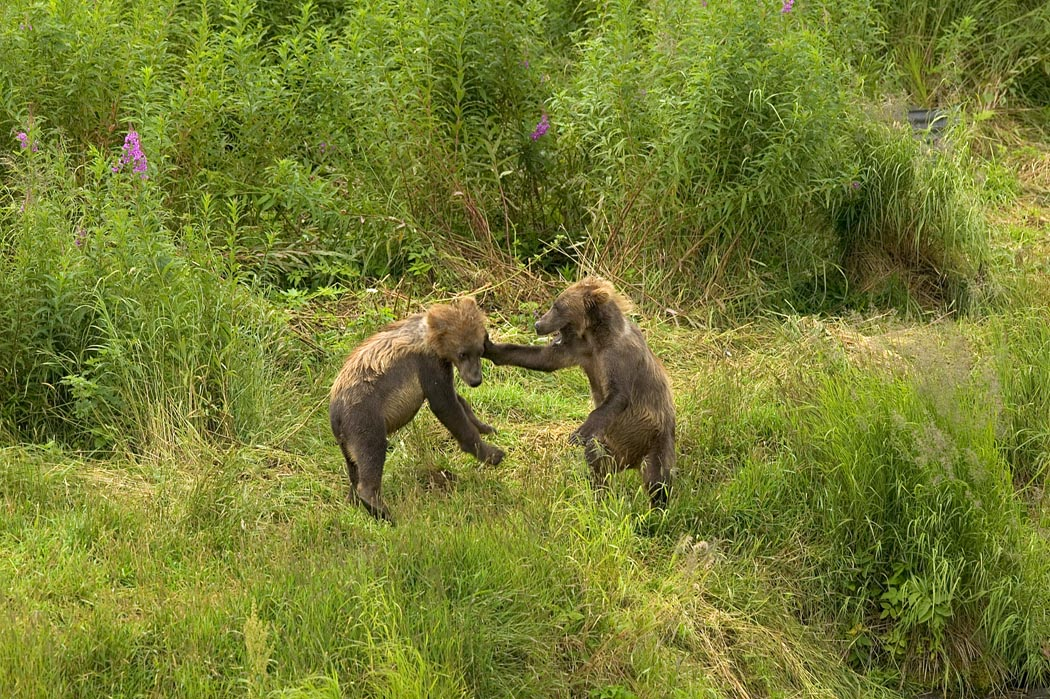
Hrající si mláďata

Medvědi komunikují především řečí těla, a proto jsou většinou tiší. Hluk vydávají nejčastěji během nějakého konfliktu. V takových situacích medvědi někdy zafuní, což se podobá rychlému vydechnutí, a tento zvuk vydávají po překvapivém setkání s člověkem nebo jiným medvědem, nebo tím upozorňují na nebezpečí svá mláďata. Klapavý zvuk, při kterém medvědi opakovaně otevírají a zavírají tlamu, může signalizovat nervozitu nebo rozrušení. Vrčí pouze ve chvíli, kdy je situace zcela vyhrocená a doprovází ji souboj. Mláďata si hrají většinou v tichosti. Jsou-li však oddělena od svých matek, hlasitě vykřikují podobně jako lidská miminka. Také kňučí, pokud jsou hladová, nebo naopak spokojená (většinou u sání mléka).

### Útoky na člověka
Lidem se medvědi obvykle vyhýbají. K napadení člověka dochází zejména ve chvíli, když jsou medvědi překvapeni, ohroženi nebo přilákáni lidskou potravou, odpadky či zvěří zabitou lovci. Vzhledem k jejich inteligenci jsou někdy nepředvídatelní a zvědaví (čím vyšší inteligenci zvíře má, tím více „osobnostmi“ vyniká – tj. různorodostí ve způsobu řešení situací). Potenciálně nebezpečné mohou být také medvědice s mláďaty. Do roku 2010 bylo za posledních 75 let známo jediné střetnutí s medvědem kodiakem, při kterém byl člověk usmrcen (v roce 1999 na ostrově Afognak), ale přibližně jednou za dva nebo tři roky se medvěd kodiak dostane do konfliktu s člověkem, při němž ho minimálně zraní. Takový medvěd pak bývá utracen. Pokud medvěd na člověka zaútočí, odborníci radí, aby se schoulil do klubíčka, nehýbal se a hrál mrtvého, aby tím dal medvědovi najevo, že pro něj není hrozbou.

## Potrava

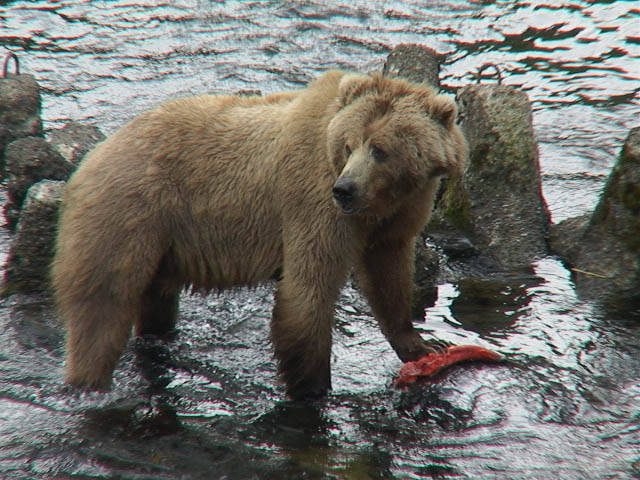
Medvěd kodiak s uloveným lososem

Medvěd kodiak je všežravec. Typickou potravou jsou lososi, hlodavci a mláďata bizonů, domácího skotu či vysoké zvěře, mršiny; výhonky ostřic a traviny, byliny, kořínky a cibule; bobule a ořechy.
Na jaře, poté, co vylezou z brlohů, medvědi konzumují vegetaci (např. trávy a byliny) a zvířata, která uhynula během zimy. Díky tomu rychle naberou hmotnost, kterou ztratili během zimního spánku. S postupujícím létem zajišťuje potravu široká škála rostlin až do návratu lososů, kteří tvoří až 64 % jejich stravy. Na většině území souostroví Kodiak probíhá tah lososů od května do září a medvědi se živí až pěti druhy tichomořských lososů, kteří se třou v místních potocích a jezerech. Při krmení často dávají přednost mozku, jikrám a tučné kůži lososů pro jejich vysokou výživovou hodnotu. Koncem léta a začátkem podzimu medvědi konzumují několik druhů bobulí, které jsou již zcela vyzrálé. Vzhledem k tomu, že v důsledku klimatických změn dozrávají bobule dříve, překrývá se nyní sezóna bobulí s obdobím lososů a někteří medvědi proto opouštějí tah lososů, aby se zaměřili opět na bobule. V pobřežních oblastech se medvědi po celý rok živí také chaluhami (řasami) a bezobratlými živočichy, ale nepohrdnou ani mořskými savci.
Při konzumaci jelenů a jiných kopytníků jsou požírány nejprve vnitřní orgány pro jejich vysoký obsah tuku. Nicméně i když je na souostroví Kodiak populace této potenciální kořisti velká, jen málo medvědů ji skutečně aktivně loví, protože jiné způsoby hledání i získání potravy jsou energeticky výhodnější neboli snazší. Dalším a celoročně dostupným zdrojem potravy mohou být také odpadky ponechané lidmi.

## Rozmnožování a dožití

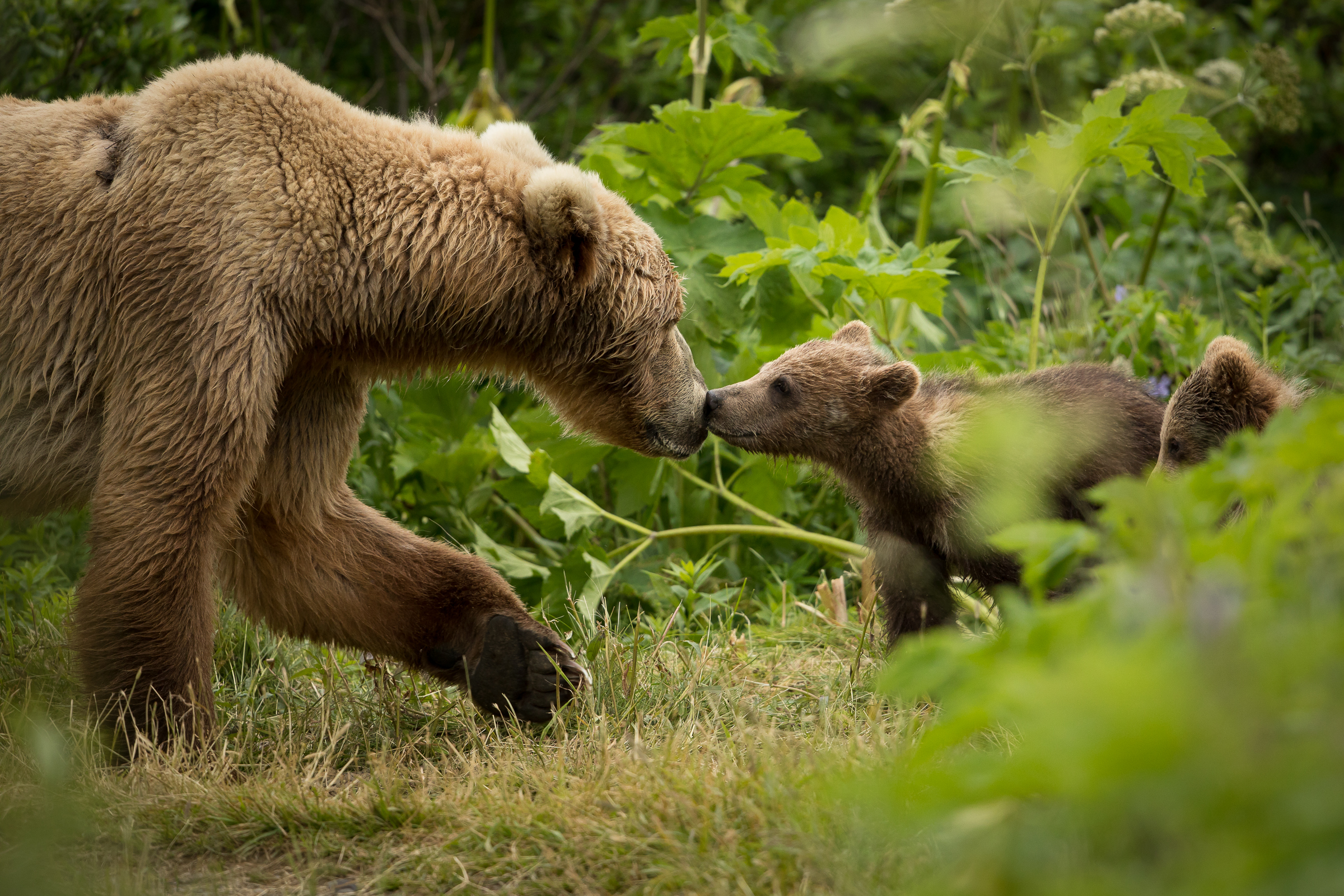
Medvědice s mláďaty

Medvědi kodiakové dosahují pohlavní dospělosti ve věku čtyř až sedmi let (samci později), ale většina samic úspěšně odstaví své první mládě až ve stáří devíti let. Mezi jednotlivými vrhy je interval tři až čtyři roky. Produktivita samic se snižuje po dvacátém roce života. Samice obvykle rodí jedno nebo tři mláďata, v průměru dvě. Medvědice mají však až šest funkčních bradavek a vzácně mohou porodit až šest mláďat. Některé samice se mohou ujmout osiřelých mláďat a starat se současně o více potomků různého stáří.

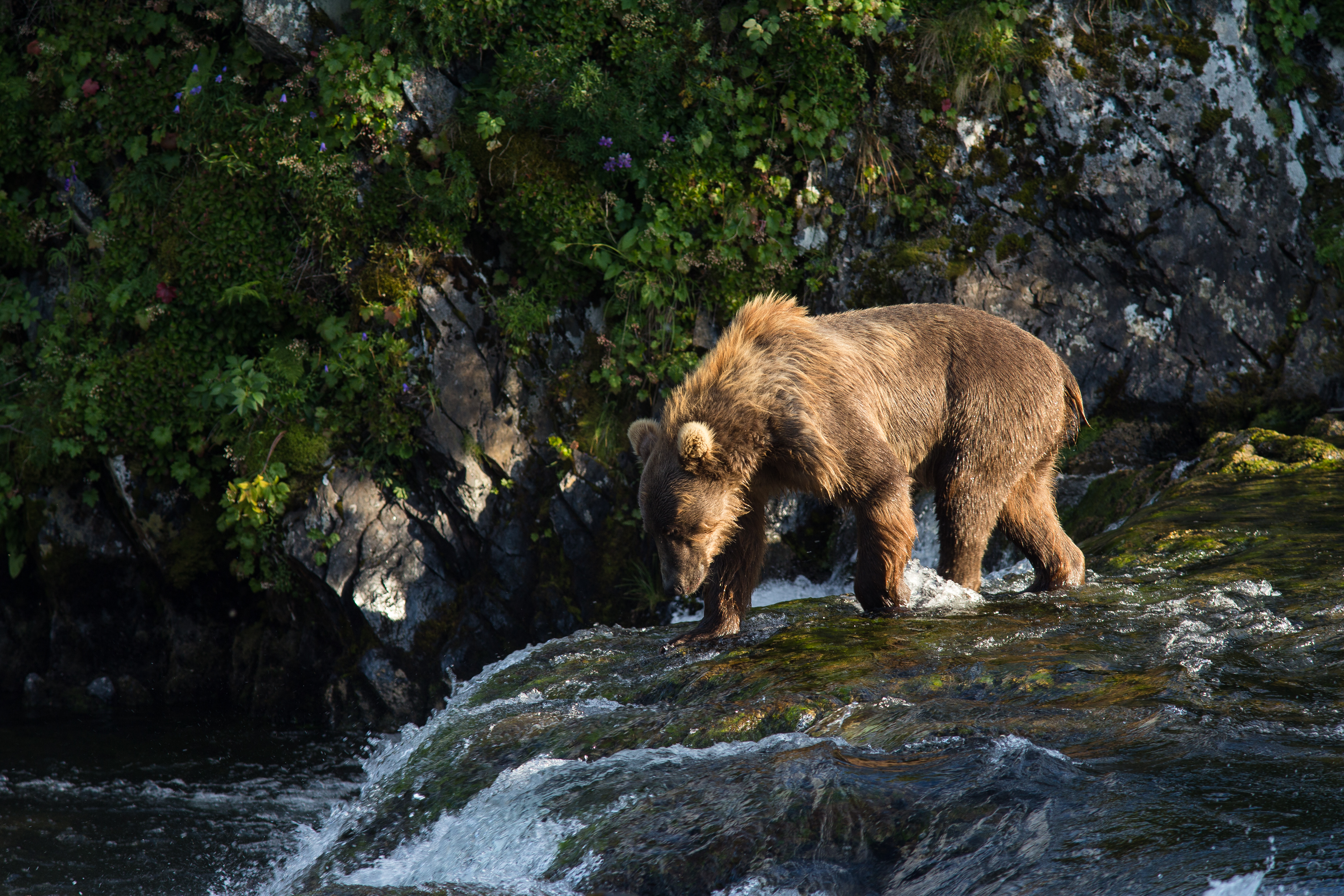
Subadultní jedinec hledající lososy

Období páření probíhá v květnu a červnu, krátce poté, co medvědi opustí své brlohy. Jsou sériově monogamní (tj. mají několik partnerů, ale ne ve stejnou dobu) a pár spolu zůstává několik dní až týdnů. Jakmile je samice oplodněna, nedlouho na to se ji pozastaví implantace do děložní sliznice a v takovém stavu setrvá až několik měsíců, obvykle do podzimu (viz utajená březost). Mláďata se rodí v doupěti v průběhu ledna až února. Při narození váží okolo 450 g a jsou slepá, bezzubá a holá. Samice je kojí několik měsíců a z doupěte mláďata vylézají v průběhu května až června při váze 7–9 kg. Většina mláďat zůstává s matkou po dobu tří až čtyř let. Společně hledají potravu a společně i zimují. Asi polovina mláďat se nedožije dospělosti, přičemž jednou z hlavních příčin jsou přírodní podmínky (zima) a agresivita či kanibalismus dospělých samců.
I mladí medvědi ve věku 3–5 let, kteří nedávno opustili matku, umírají poměrně často – přežívá 56 % samců a 89 % samic. Většina mladých medvědic zůstává v domovském okrsku své matky nebo v jeho blízkosti, zatímco většina samců migruje a objevuje nové lokality, ve kterých by se mohli usadit. Většina dospělých samic umírá přirozenou smrtí (56 %), zatímco většina dospělých samců je zabita lidmi (91 %). Divoký medvěd kodiak se může dožít 27 let (samec), nebo až 35 let (samice).

## Ohrožení a ochrana

### Historické hrozby
Už domorodci, kteří na souostroví Kodiak žili více než 2 500 let, lovili kodiaky pro tučné maso a hřejivou kožešinu, nikdy však v enormním množství. Situace se začala zhoršovat až s příchodem Rusů v druhé polovině 18. století a nakonec nástupem Američanů od roku 1867.
Od roku 1880 se lov medvědů, a zpravidla jen kvůli kožešině, rozrostl natolik, že bylo zabíjeno až 548 jedinců ročně. Kritická chvíle nastala v 90. letech 19. století, když bylo během jednoho roku uloveno na 3,4 milionu lososů a medvědi tak nebyli jen zabíjeni, ale přicházeli i o svou důležitou složku potravy. Koncem 19. století bylo medvědů patrně již tak málo, že se lovcům žádný ze spatřených kodiaků nezamlouval natolik, aby se namáhali jej zastřelit. Od roku 1925 byl tak nekontrolovaný (trofejní) lov kodiaků zakázán a populace medvědů se začala vzpamatovávat. V roce 1941 vznikla Národní přírodní rezervace Kodiak, která nyní zahrnuje téměř polovinu souostroví Kodiak.
V současné době je vzhledem k vysoké a pravděpodobně stále rostoucí populaci medvědů jejich odstřel na většině míst povolen, ale je přísně regulován (více viz níže).

### Novodobé či potenciální hrozby
Na osamoceném souostroví Kodiak se medvědi nacházejí v izolaci od všech ostatních medvědů z celého světa přinejmenším od poslední doby ledové, více než 12 000 let, a proto se jejich populace vyznačuje velmi malou genetickou diverzitou. Přestože je stále současná populace zdravá, plodná a nevykazuje žádné zjevné známky příbuzenského křížení, může být náchylnější vůči případným novým chorobám nebo parazitům než jiné, rozmanitější populace medvědů hnědých. Dále hrozí zvyšující se lidská expanze související s výstavbou silnic a jiné infrastruktury a rovněž rostoucí lidskou aktivitou, která vyústí ve vetší počet konfliktů s medvědy. Určitou hrozbu může do budoucna představovat změna klimatu, která by mohla mít vliv na tření lososů a tedy početnost jejich obvyklé potravy.

### Management a statistiky

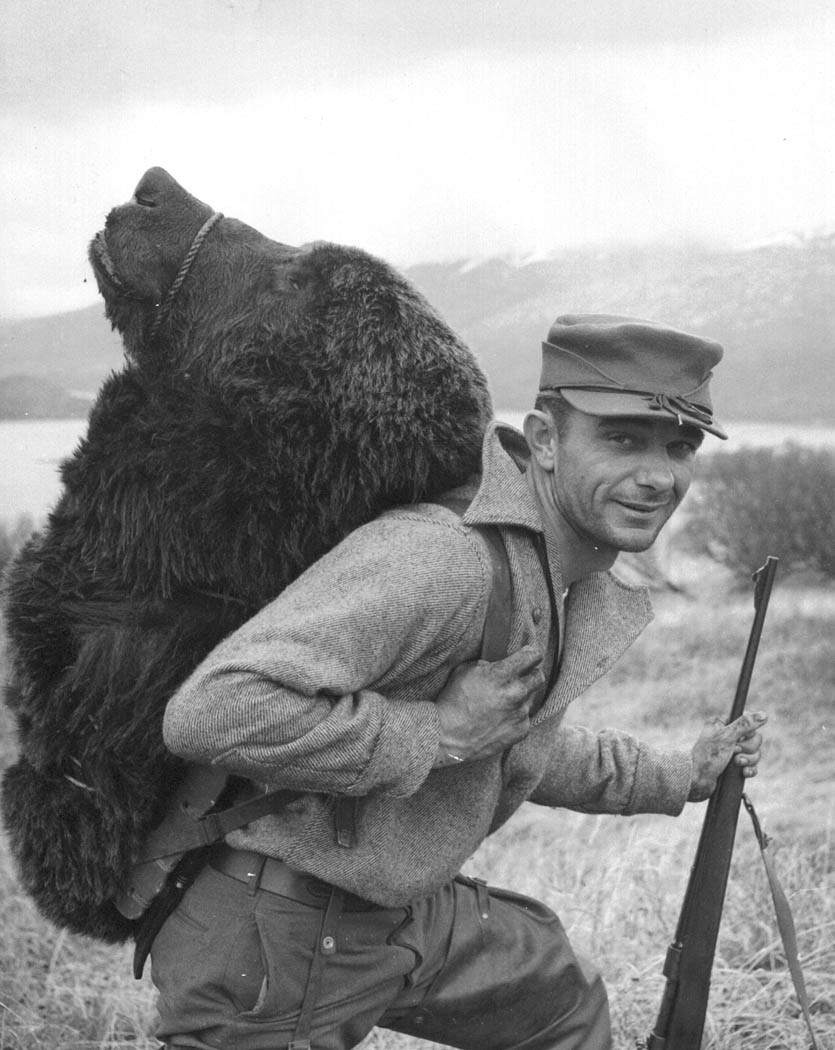
Lovec se zabitým kodiakem v roce 1957

#### Lov
Výzkum medvědů kodiaků a ochrana jejich stanovišť probíhá ve spolupráci s ADF&G (Alaska Department of Fish and Game) a USFWS (U.S. Fish and Wildlife Service). V současné době je podle pečlivě vyladěného systému umožněno vstoupit lovcům do 31 různých oblastí během dvou sezón – na jaře od 1. dubna do 15. května a na podzim od 25. října do 30. listopadu. Každý rok se vydá 327 až 496 licencí k lovu medvědů kodiaků, které získají především obyvatelé Aljašky. Nerezidenti jsou povinni najmout si registrovaného průvodce, který má již oprávnění lovit v určité oblasti. Všichni lovci se musí dostavit do kanceláře ADF&G v Kodiaku, než se vydají do terénu na krátkou instruktáž, a musí se ohlásit, než opustí ostrov. Každý medvěd, který je legálně zabit na souostroví Kodiak, musí být před odvozem zkontrolován odborníkem ADF&G. Kožešiny nelze přepravovat, legálně uschovávat ani prodávat bez úředního dokladu. Zákony o lovu (ale i rybolovu) jsou přísně vynucovány členy ADF&G, kteří mají často plnou podporu místní komunity. Ilegální lov je potom přísně trestán, nicméně odlehlá poloha souostroví Kodiak poměrně ztěžuje obchodování s nelegálními kožešinami.
Od vzniku státu Aljaška (3. ledna 1959) se hlášený počet medvědů kodiaků zabitých lovci pohyboval od 77 (1968–1969) do 206 (1965–1966). Od roku 2000 do roku 2006 bylo lovci každý rok zabito v průměru 173 medvědů kodiaků (118 během podzimní sezóny a 55 v jarní sezóně). Více než 75 % z nich byli samci. Ve stejné době bylo hlášeno dalších devět medvědů zabitých při obraně nebo z důvodu ochrany majetku. Počet urostlejších medvědů (starších a větších jedinců) v posledních letech roste: v 70. letech 20. století mělo trofejní rozměry pouze 2,5 % zabitých medvědů, v 90. letech a po roce 2000 se tento podíl zvýšil na téměř 9 %.
Co se týče novějších dat, v letech 2017 až 2021 bylo zabito nejméně 88 (2019) až 214 (2021) medvědů ročně. V regulačním roce 2022 (na podzim roku 2022 a na jaře v roce 2023) lovci zastřelili celkem 175 medvědů (129 samců a 46 samic). Dalších 11 medvědů (5 samců a 6 samic) bylo zabito při sebeobraně nebo ochraně majetku, 5 medvědů (nejistého pohlaví) zabitých nezákonně a 2 medvědi (samice) zahynuli po srážce s vozidlem. Dalších minimálně 20 medvědů (4 samci, 1 samice a 15 jedinců neznámého pohlaví) zahynulo přirozenou smrtí nebo z neznámých příčin. Medvědi zabiti při sebeobraně nebo ochraně majetku zahynuli zejména proto, že je přilákali nevhodně skladované odpadky.
Komerční lov představuje pro souostroví Kodiak mnohamilionový zdroj příjmů. Protože jsou to jedni z největších medvědů, lidé z celého světa jsou ochotni zaplatit i přes 30 tisíc amerických dolarů, aby mohli kodiaka ulovit. A všichni chtějí co možná největší trofej – tedy zvíře s největší lebkou. Jak je patrné i z výše uvedených statistik, střílejí se tak převážně samci, kteří se ukládají k zimnímu spánku později než samice a rovněž po zimě vylézají z brlohů dříve než matky s mláďaty. Kontrolovaný a pečlivě naplánovaný lov může v konečném důsledku také pomoci populaci medvědů v jeho růstu –  díky pravidelnému odstřelu dospělých statných samců dochází k méně častým případům kanibalismu na mláďatech.

#### Ekoturistika

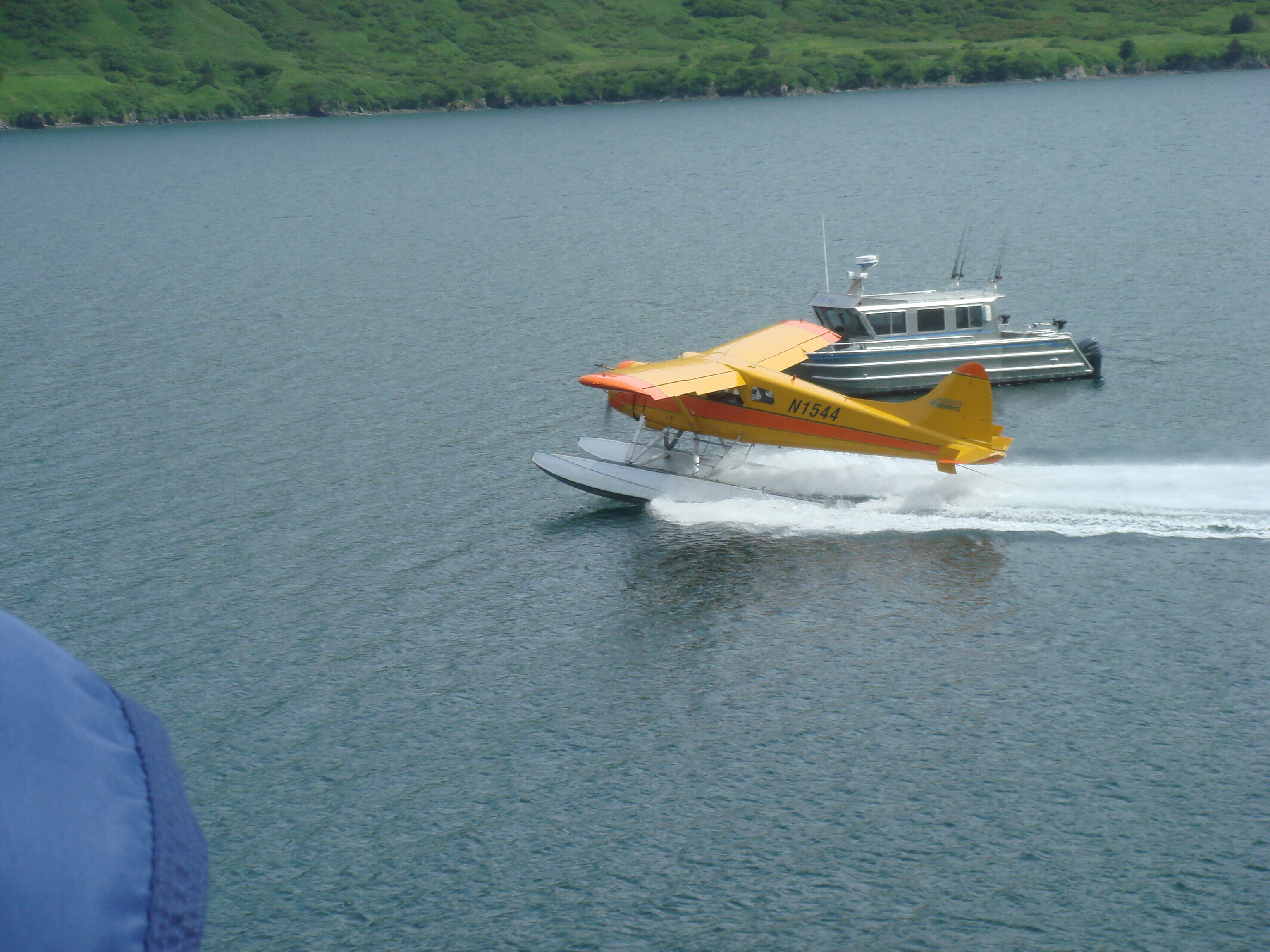
Plovákový letoun letící ze základny v Kodiaku na ostrov Raspberry kvůli pozorování medvědů

Za posledních několik desítek let vzrostla popularita v organizovaném pozorování a fotografování medvědů na ostrově Kodiak i dalších oblastech Aljašky, což také významně posiluje místní ekonomiku. Na druhou stranu hrozí, že budou medvědi příliš vyrušováni a změní kvůli tomu své vzorce chování, nebo jsou tím vystaveni většímu riziku konfliktu s člověkem.

## Odraz v kultuře

### Kodiak Bart
Vzrostlý medvěd kodiak jménem Bart se proslavil četným účinkováním v mnoha hollywoodských filmech. Bart se narodil 19. ledna 1977 v baltimorské zoo, která ale nebyla schopná zvíře odchovat. Tehdy ještě pětitýdenního mláděte se tak ujal profesionální trenér zvířat Doug Seus a jeho žena a vychovávali jej na svém ranči. Ve svých třech letech debutoval ve filmu Windwalker (1980) a následně se objevil hned v několika celovečerních filmech, televizních minisériích i dokumentech, např. ve filmech Medvědi (1988), Bílý tesák (1991), Legenda o vášni (1994) nebo Na ostří nože (1997). Medvěd vyrostl do hmotnosti 680 kg a délky 2,9 m. V 21 letech mu byl nalezen nádor na pravé tlapě, který byl sice operativně odstraněn, ale rakovina se znovu vrátila. Když už byl na pokraji svých sil, podstoupil eutanazii. Skonal 10. května 2000 v 23 letech.

### Škoda Kodiaq

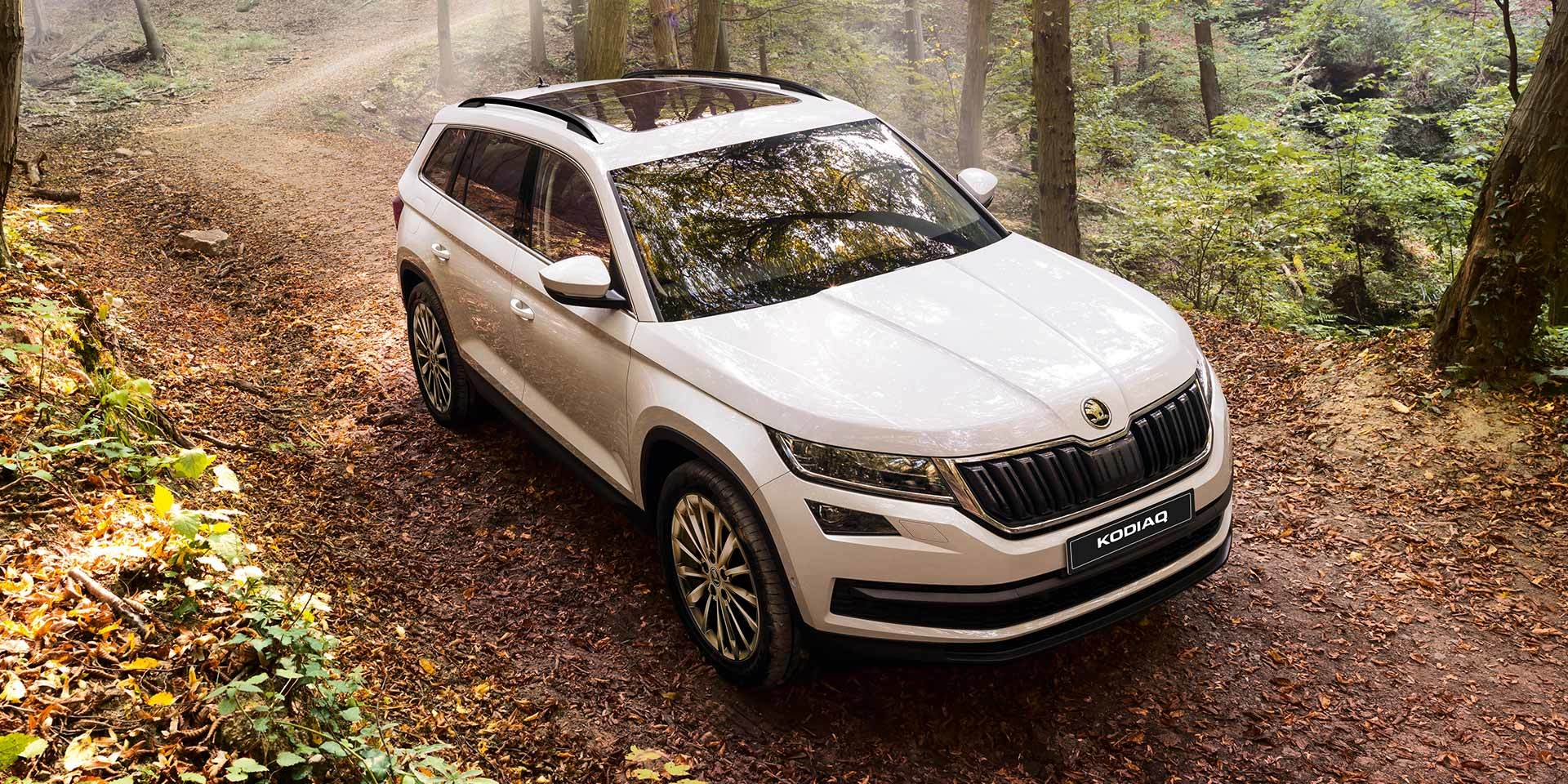
Jeden z modelů Škody Kodiaq

Česká automobilka Škoda představila v roce 2016 model SUV nazvaný Kodiaq s odkazem na medvěda kodiaka. Název měl upozornit na charakter nového SUV, kdy velikost, síla a outdoorové schopnosti vozu nápadně připomínají vlastnosti jednoho z největších poddruhů medvěda hnědého (sílu, robustnost či svalnaté linie zvířete). Další paralelou mezi kodiaqem a kodiakem má být i smysl pro rodinu. Své opodstatnění má i přepis  jména s písmenem q na konci. Tímto způsobem Škoda vzdává hold kmeni Alutiiqů, původním obyvatelům Aljašky a souostroví Kodiak.